# Edgardo González
Edgardo Nilson González (* 30. September 1936 in Colonia; † 26. Oktober 2007) war ein uruguayischer Fußballspieler.

## Verein
Der als El Diablo bekannte Mittelfeldspieler spielte in seiner Karriere auf Vereinsebene zunächst bei Peñarol de Colonia und ging 1958 zu Liverpool Montevideo, wo er bis zu seinem erneuten Wechsel verblieb. Von 1961 bis 1965 stand er in Reihen des ebenfalls in Montevideo angesiedelten Club Atlético Peñarol. Dabei gewann er mit seiner Mannschaft 1961 die Copa Libertadores und den Weltpokal. In den Jahren 1961, 1962 und 1964 steht der Gewinn der uruguayischen Meisterschaft zu Buche. Auch gewannen die Aurinegross während González’ Zugehörigkeitszeit zum Kader im Jahr 1963 das Campeonato Cuadrangular sowie ein Jahr später die Copa de Honor und die Copa Competencia. In einem Spiel am 28. Februar 1965 in Montevideo gegen Deportivo Galicia brach ihm der Venezolaner Vicente das rechte Bein. Dies hatte das Ende seiner Karriere zur Folge. Pablo Forlán, der ihn in jenem Spiel ersetzte, wurde sodann auch dauerhaft sein Nachfolger bei den Aurinegros.

## Nationalmannschaft
González war Mitglied der uruguayischen Fußballnationalmannschaft und absolvierte vom 7. März 1957 bis zum 3. Januar 1965 22 Länderspiele, in denen er aber keinen Treffer erzielte. 1957 stand er im uruguayischen Aufgebot beim Campeonato Sudamericano 1957 und wurde dort sechsmal eingesetzt. González nahm mit der Celeste auch an der Fußball-Weltmeisterschaft 1962 teil. Eingesetzt wurde er im Verlaufe des Turniers jedoch nicht.

## Nach der Karriere
González arbeitete nach seiner fußballerischen Laufbahn bis zu seiner Pensionierung in der Stadtverwaltung von Colonia. Er verstarb am 26. Oktober 2007 infolge einer sich zwei Monate vor seinem Tod verschlimmernden Krankheit. Posthum beabsichtigten seinerzeit die Junta Departamental und der Stadtrat von Colonia eine Tribüne des Campus Municipal Profesor Alberto Suppici ihm zu Ehren umzubenennen. Mittlerweile existiert ein in Colonia vom Freundeskreis Edgardo „Diablo“ González veranstaltetes und nach ihm benanntes Fußballturnier.

## Erfolge
- Weltpokal (1961)
- Copa Libertadores (1961)
- 3× Uruguayischer Meister (1961, 1962, 1964)